# Tuskha
Tuskha, Tushkha o Tushka fou una ciutat reial, posició militar i fortalesa assíria, centre d'emmagatzemament de productes agrícoles amb castell i palau reial on es pagaven els tributs de la regió i del Nairi. La seva situació exacta és incerta, però pel context de les inscripcions se sap que estava situada probablement a l'est del país de Nirbi i a l'oest de la terra de Qurkhi, probablement al sud del riu Tigris.
En temps d'Assurnasirpal II (884-859 aC) es va revoltar la colònia de Khalzi Lukha, fundada per Salmanassar I (vers 1275-1235 aC), sota la direcció de Khula. El rei va marxar a la zona que estava al nord i pel camí, a les fonts del riu Supnat, va erigir una estela; va seguir cap al vessant nord-oest del Mont Kashiari on Khula fou capturat i els seus homes massacrats, i la ciutat de Khalzi Lukha arrasada. Al retorn, al país de Nirbi, va devastar la capital Tela que estava defensada per una muralla i va matar a 300 (o 3000) guerrers. Tot seguit es va acostar a la ciutat de Tuskha, on sembla que va reconèixer una posició avantatjosa, i s'hi va aturar i la va restaurar fent una nova muralla u una fortalesa; dins les muralles va aixecar un palau reial i va construir una nova estela on va relatar la seva conquesta del país de Nairi que fou posada a la muralla per ser coneguda pels habitants. La ciutat fou repoblada amb refugiats assiris que s'havien desplaçat a la zona fugint d'una fam en una altra part de l'imperi, i va esdevenir un magatzem per gra i farratge, sembla que per tenir reserves per expedicions militars cap al nord i l'oest. Els habitants de la regió havien fugit però van poder tornar i establir-se a les seves ciutats (en part en ruïnes) pagant tribut, i els joves foren enviats a Nínive com a ostatges. Estant a la ciutat supervisant les tasques de construcció, va rebre tributs de la regió. Al marxar el país de Nirbi es va revoltar altre cop (segurament la part més propera al mont Kashiari) però fou sotmesa. En tornar a Nínive va passar pel país de Qurkhi.